# Чева (језик)
Нијанџа, такође познат као чинијанџа, чева или чичева, је афрички језик из породице банту језика, који су подгрупа нигер-конгоанских језика.

## Распрострањеност
Нијанџа је национални језик Малавија и матерњи језик око половине становништва. То је један од седам званичних афричких језика Замбије, где се највише користи у Источној провинцији и Лусаки (укупно 12% становништва). Такође се говори у Мозамбику (10% становништва), посебно у провинцијама Тете и Њаса, као и у Зимбабвеу где је трећи најчешћи локални језик са око милион говорника. 

## Пример текста
Члан 1 Универзалне декларације о људским правима
```
-{Anthu onse amabadwa aufulu ndiponso ofanana 
mu ulemu ndi ufulu wao. Iwowa ndi wodalitsidwa 
ndi mphamvu zoganiza ndi chikumbumtima ndipo 
achitirane wina ndi mnzake mwaubale.}-

```